# Мари Ясаи
Мари Ясаи (на унгарски: Jászai Mari) 24 февруари 1850, Асзар, Унгария – 5 октомври 1926, Будапеща, Унгария) е унгарска драматична артистка. Играе в Народния театър в Будапеща от 1872 до 1890 г.

## Роли
- лейди Макбет в „Макбет“ на Шекспир,
- Гертруда в „Банк-Бан“ на Й. Катона,
- Ева в „Трагедията на човека“ на И. Мадач и др.